# Missel de Bobbio
Le Missel de Bobbio est un manuscrit enluminé daté des années 700. Il provient d'un scriptorium mérovingien, dans la région de Besançon ou de la vallée du Rhône. Il s'agit d'un livre liturgique destiné à un prêtre en usage au cours du VIIIe siècle, combinant de manière unique un sacramentaire et un lectionnaire. Il est actuellement conservé à la Bibliothèque nationale de France. 

## Historique
Le manuscrit est découvert pour la première fois par Jean Mabillon les 4-9 juin 1686 lors de son séjour à l'abbaye de Bobbio en Italie. Il le rapporte aussitôt en France et le fait entrer dans la bibliothèque de l'abbaye de Saint-Germain-des-Prés. Cette dernière est intégrée aux fonds de la bibliothèque nationale en 1796.
L'origine du manuscrit est difficile à déterminer. Selon Mabillon, il proviendrait du diocèse de Besançon, c'est-à-dire la région de l'abbaye de Luxeuil, un grand scriptorium mérovingien, et aurait été transféré à l'abbaye de Bobbio par saint Colomban ou ses disciples. D'autres hypothèses ont été émises sur son origine dont une origine irlandaise en lien avec le saint fondateur de Bobbio, ou encore de Rhétie, entre la Bourgogne et l'Italie ou en Septimanie. Les dernières études s'accordent pour y voir une production de la vallée du Rhône du début du VIIIe siècle, probablement de la ville de Vienne ou de ses environs.

## Description

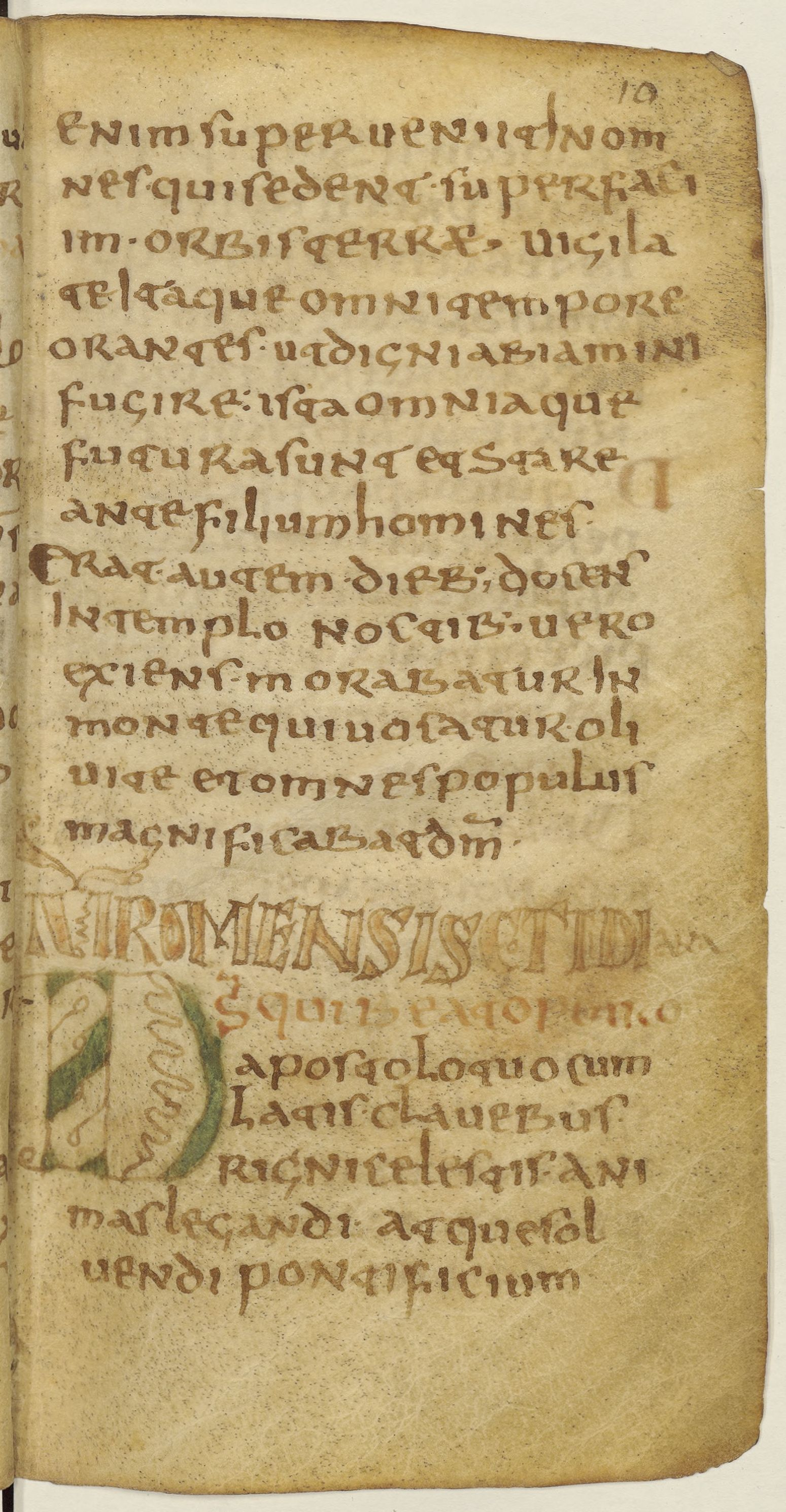
Folio 10 recto du ms.

Le manuscrit contient 300 folios copiés par plusieurs scribes en onciale avec quelques formes cursives, ainsi que quelques passages en minuscules cursives. La fin de l'ouvrage contient un palimpseste. Son contenu est très disparate, outre le sacramentaire et un lectionnaire, il contient une messe votive Pro principe, destinée à recommander à Dieu le législateur avant son départ à la guerre, un abrégé des commentaires du Pseudo-Théophile d'Alexandrie sur des passages des quatre testaments, un sermon intitulé De Dies Malus, la copie d'un texte intitulé Joca monachorum, recueil d'énigmes sous la forme d'un dialogue, diverses formules d'incantation, des instructions sur la méthode pour célébrer une messe, un ordinal du Christ et des éléments pour le comput. Il semble qu'il s'agisse d'un ouvrage pour l'usage quotidien d'un prêtre franc. Il l'utilisait probablement dans le cadre de son travail sacerdotal quotidien, au cours de ses déplacements, comme l'indiquent des annotations ajoutées au texte.